# Реки Финляндии

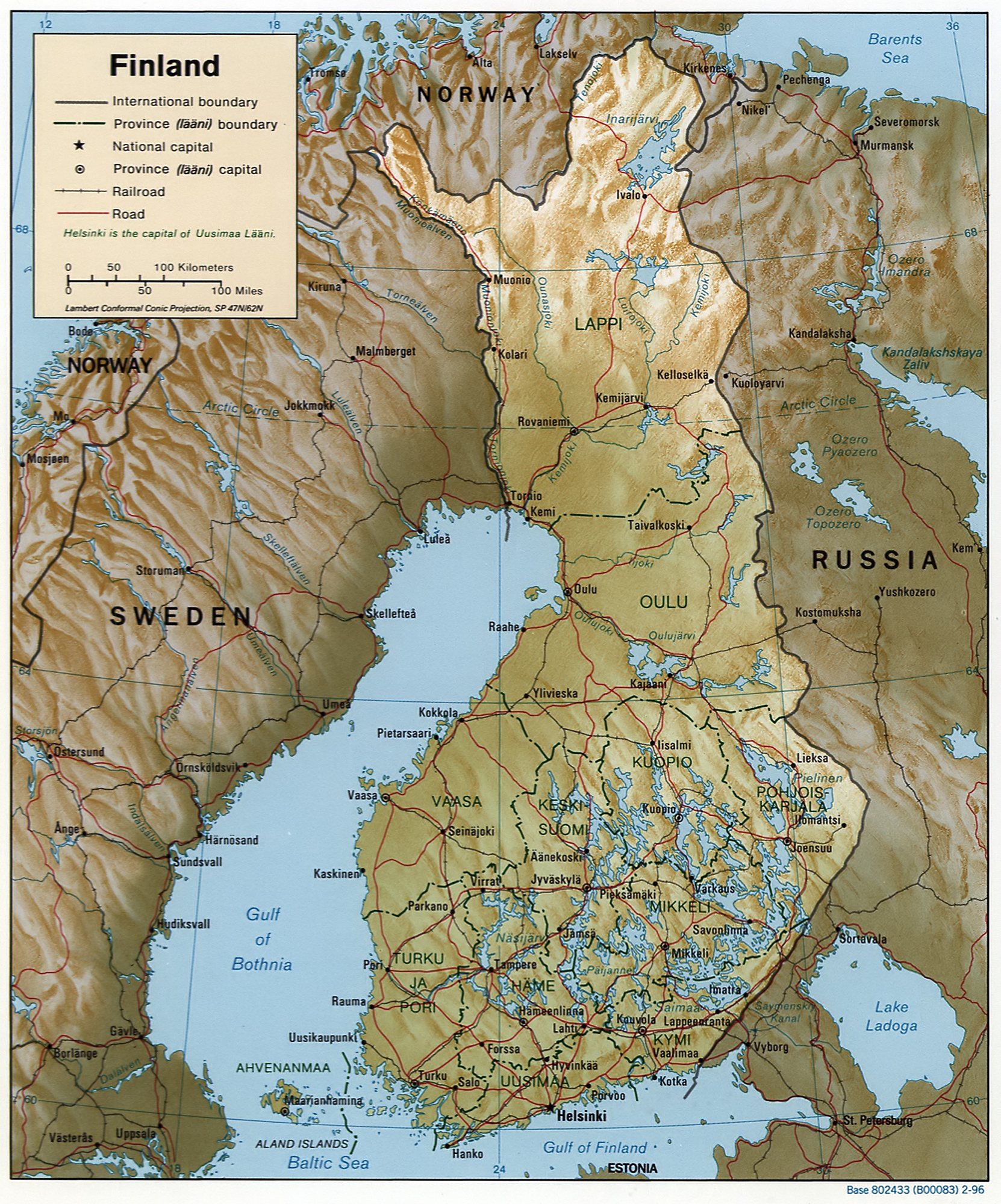
Карта Финляндии с изображением некоторых крупных рек: Иййоки, Кемийоки, Муониоэльвен, Оулуйоки, Танаэльв и Турнеэльвен.

Реки Финляндии весьма многочисленны и имеют равнинный характер. Самой длинной рекой (фин. joki) Финляндии считается Кемийоки, хотя с ней соперничает пограничная с Швецией Турнеэльвен. Каждая из этих рек превышает в длину 500 км и связана с регионом Лапландии. Реки Финляндии имеют преимущественно озерное питание и впадают как правило в Балтийское море, хотя есть реки впадающие в озера и даже в Северный Ледовитый океан (Баренцево море). Реки Финляндии богаты рыбой.

## Список наиболее значительных рек Финляндии
| №  | Река                               | Бассейн                                   | Общая длина, км |
| -- | ---------------------------------- | ----------------------------------------- | --------------- |
| 1  | Аурайоки                           | Архипелаговое море                        | 70              |
| 2  | Вантаа                             | Финский залив                             | 101             |
| 3  | Ивалойоки                          | Инариярви                                 | 180             |
| 4  | Иййоки                             | Ботнический залив                         | 370             |
| 5  | Кемийоки                           | Ботнический залив                         | 550             |
| 6  | Кокемяэнйоки                       | Ботнический залив                         | 121             |
| 7  | Кюмийоки                           | Финский залив                             | 204             |
| 8  | Лендерка                           | Пиелинен                                  | 150             |
| 9  | Оулуйоки                           | Ботнический залив                         | 107             |
| 10 | Муониоэльвен (приток Турнеэльвена) | Ботнический залив                         | 204             |
| 11 | Оунасйоки                          | Ботнический залив                         | 300             |
| 12 | Танаэльв                           | Северный Ледовитый океан (Баренцево море) | 348             |
| 13 | Турнеэльвен                        | Ботнический залив                         | 565             |
| 14 | Янисйоки                           | Ладожское озеро                           | 95              |